# Air Supply
Air Supply — australijski zespół muzyczny utworzony w 1976 z inicjatywy Russella Hitchcocka i Grahama Russella. W latach 80. w składzie formacji znaleźli się także: klawiszowiec Frank Esler-Smith, gitarzysta Rex Goh, basista David Green i perkusista Ralph Cooper.
Światową popularność przyniosły im sentymentalne piosenki opracowane w stylu musicalowym, m.in. „Lost in Love”, „All Out of Love”, „Every Woman in the World”, „The One That You Love”, „Here I Am (Just When I Thought I Was Over You)”, „Sweet Dreams”, „Even the Nights Are Better”, „Making Love Out Of Nothing at All” i „Just As I Am”.

## Dyskografia
Albumy studyjne
- Love and Other Bruises (1977)
- Life Support (1979)
- Lost in Love (1980)
- The One that You Love (1981)
- Now and Forever (1982)
- Air Supply (1985)
- Air Supply (Hearts in Motion) (1986)
- The Christmas Album (1987)
- The Earth Is… (1991)
- The Vanishing Race (1993)
- News from Nowhere (1995)
- The Book of Love (1997)
- Yours Truly (2001)
- Across the Concrete Sky (2003)
- Mumbo Jumbo (2010)